# Irene G Punto
Irene González Sánchez, conocida artísticamente como Irene G Punto o Irene G., (Madrid, 12 de septiembre de 1980) es una poeta, periodista y profesora universitaria española.

## Trayectoria
González nació en Madrid en 1980. Se licenció en Periodismo y obtuvo un Máster en Comunicación integral. Trabajó como redactora en varias revistas entre las que se encuentran DON, DT, NOX, Men´s Health, ELLE, Mía, Tú Puedes o Arte de Vivir. Empezó a escribir poesía a los 9 años. En 2011, comenzó a escribir micropoesía y, en 2018, se adentró en el universo de la poesía infantil. Su obra se ha visto influenciada por autores como Ramón Gómez de la Serna, Carmen Camacho y Gloria Fuertes.
En 2013, publicó su primer libro, Micropoesías, Macrocorazón y Mercromina y, un año después, Punterías. En 2016, publicó el libro Carrete Velado, con prólogo de Luis Eduardo Aute, y en el que participaron fotógrafos como Jerónimo Álvarez, Luana Fichner, Roberto Iván Cano, Diego Martínez, Beatriz Mercader, Galdric Peñaroja, Sara Lagomazzini, Paco Periñán, Gema Temprano, Martín Page, Rosa Copado, Dimauer, Ignacio y Pablo Martín Lerma con imágenes inspiradas a partir de sus versos.
En 2018, González coordinó y escribió el libro de poesía infantil Versos de Buenas Noches, junto a otros autores como Benjamín Prado, Loreto Sesma, Rayden, Luna Miguel, Zahara o Patricia Benito, entre otros y, dos años después, publicó el poemario Rimas y Versitos. Poesía con valores para niños y mayores.
Es profesora de literatura creativa de la Universidad Nebrija. Desde 2019, forma parte de la Escuela de Escritores de Madrid donde imparte talleres. Además, ha impartido clases magistrales de micropoesía y escritura creativa en instituciones como la Universidad Nebrija o en eventos como el XIII Certamen Literario de Relato Breve Alonso Zamora Vicente.
Desde 2019 ha colaborado en diversos programas de Radio Nacional de España, como No es un día cualquiera, Las Mañanas de RNE y Solamente una vez, donde contaba con su sección de los Retos Literarios G Punto.
González fue una de las creadoras, junto a las poetas Loreto Sesma y Victoria Ash, la guitarrista Diana Zahé y la cantautora María Blanco, fundadora del grupo musical Mabü, del espectáculo poético-musical Poesía es nombre de mujer con el que giraron por diversos escenarios españoles.

## Reconocimientos
En 2018, González fue incluida en el documental creado para conmemorar los 30 años del certamen 'Poesía eres tú' otorgado por la Fundación Loewe como una de las nuevas poetas destacada de los espacios digitales. Ese mismo año, formó parte del jurado de la iniciativa comisariada por el colectivo Boa Mistura de fomento a la lectura de la ciudad de Madrid Versos al paso, junto a otros escritores, libreros y editores como Ajo, Lola Larumbe o Jesús Munarriz.
También en 2018, la revista The Wat Mag la señaló entre los nueve poetas a conocer durante el Día Mundial de la Poesía, como integrante de la nueva corriente de poetas digitales e instapoetas que han modificado el panorama actual acercando la poesía a un público joven a través de las redes sociales, que usan como canal de difusión de su obra.

## Obra
- 2013 – Micropoesía, macrocorazón y mercromina. Ediciones Torremozas.[23]
- 2014 – Punterías. Ediciones Torremozas.[24]
- 2016 – Carrete Velado, Poesía y Fotografía. Editorial Aguilar.[25]
- 2019 – Lo que todas callan. Editorial: Aguilar.[26][27]
- 2020 – Rimas y Versitos. Poesía con valores para niños y mayores. Editorial: Anaya Multimedia.[28]

### Antologías
- 2018 – Versos de Buenas Noches. Editorial: Ediciones Destino.[29]
- 2018 – Veinte poetas de amor y una canción desesperada. Un homenaje a Pablo Neruda. Editorial Montena.[30]
- 2018 – El Amor es Chulo, antología recogida por Andigar, Stephanie. Editorial Aguilar.[31]